# Lubān-See
Der Lubān-See (deutsch auch: Lubahnsee, lettisch: Lubāns, auch: Lubānas ezers oder Lubāna ezers) ist der größte See in Lettland.
Der See liegt im Zentrum einer Senke im Osten Lettlands und wird von den Flüssen Rēzekne und Malta (bis 1966 direkt) gespeist. Sein Ausfluss erfolgt über den Fluss Aiviekste in die Daugava.

## Regulierungsarbeiten
Um die regelmäßigen Frühjahrsüberschwemmungen einzudämmen, wurden seit Mitte des 19. Jahrhunderts verschiedene Dämme, Schleusen, Kanäle und Gräben errichtet. Bei einem Hochwasser zu Anfang des 20. Jahrhunderts wurde eine Fläche von 650 km² überschwemmt. Durch die Regulierung des Ausflusses in die Aiviekste von 1929 bis 1939 sank der Wasserstand um mehrere Meter. Der Meirān-Kanal im Südwesten des Sees leitet die früheren Zuflüsse Malmuta und Lisiņa direkt in die Aiviekste. Den niedrigsten Wasserstand hatte der See Mitte der 1970er-Jahre. Damals war für einige Zeit der Rāzna-See größter See Lettlands. Etwa 180 km² früheres Sumpf- und Überschwemmungsgebiet im Lubānas-Becken sind heute trockengelegt und landwirtschaftlich nutzbar.
Die Oberfläche des Sees schwankt sehr stark mit dem Wasserstand:
- 1850: 97,7 km² (92,75 m)
- 1900: 90,4 km²
- 1974: 24,85 km² (90,7 m)
- 1995: 80,7 km²
- 1998: 82,1 km²

## Naturschutz
Seit 1999 bestand ein Naturschutzgebiet, welches 2009 erheblich erweitert wurde. Die Feuchtgebiete sind ein wichtiges Brutgebiet für teilweise seltene Vogelarten. Im See gibt es 14 verschiedene Fisch-Arten.